# 花龙门站
花龙门站位于四川省成都市双流区黄水镇（原属胜利镇）花龙村，是成昆铁路、成花铁路上的中间站。车站目前为成都局集团成都车务段管理的五等站，不办理客货运业务。设有4条股道，其中正线3条。
花龙门站随成昆铁路电气化建于1993年。成都货车外绕线作为汶川地震重建工程之一于2008年开工。线路从成都北编组站沿成都市东南侧接入本站，2010年5月建成通车。成昆铁路货车通过成花线进入成都北编组站，不再进入成都市区，成都铁路枢纽实现客货分流。
2010年1月成昆铁路成都——峨嵋段复线化工程在本站动工。成昆复线计划在本站至成都南站、本站至彭山分段增建第二线，同时改建本站。花龙门至彭山段于2017年6月21日开通。

## 事件
1994年3月至12月，四川新津县农民李永林与十余名同伙，先后在花龙门、回龙庵站盗窃铁路运输物资以及电锤、电视馈线、棉花、大米、汽车钢圈、汽车轮胎等。1994年12月26日李永林被西昌铁路公安处抓获后寄押在眉山市收容所，后李将寄押室的门撬开逃跑长达十余年。2010年9月8日凌晨3时许，李永林在四川眉山市修文镇一家旅馆内被抓获。